# Поленов, Виталий Сергеевич
Вита́лий Серге́евич Поле́нов (13 (26) января 1901 года, Кострома — 8 июля 1968 года, Воронеж) — советский военный деятель, генерал-лейтенант (14 февраля 1943 года).

## Начальная биография
Виталий Сергеевич Поленов родился 13 (26) января 1901 года в Костроме в семье служащих.

## Военная служба

### Гражданская война
В октябре 1918 года призван в ряды РККА и направлен на учёбу на Костромские курсы красных командиров РККА, после окончания которых в марте 1919 года направлен в 276-й стрелковый полк (31-я стрелковая дивизия, Туркестанская армия, а с июня 5-я армия, Восточный фронт) в составе которого служил адъютантом батальона и комендантом полка и принимал участие в боевых действиях в районе Бузулука, Белебея и Уфы против войск под командованием адмирала А. В. Колчака. Летом того же года 31-я стрелковая дивизия передислоцирована на Южный фронт, где после включения в состав 8-й армии участвовала в боях против войск под командованием генерала А. И. Деникина.
С марта 1920 года В. С. Поленов служил командиром взвода в составе 110-го стрелкового полка (13-я стрелковая дивизия), а с июня того же года — в составе 143-го стрелкового полка (16-я стрелковая дивизия) и летом 1920 года в ходе советско-польской войны принимал участие в боевых действиях на Западном фронте на полоцком, островском и минском направлениях.

### Межвоенное время
В марте 1921 года В. С. Поленов был направлен на учёбу на повторные командные курсы, после окончания которых в том же году вернулся в 16-ю стрелковую дивизию и назначен помощником командира, а затем — командиром роты в составе 142-го стрелкового полка. В январе 1923 года переведён на должность помощника командира роты в составе 5-го отдельного пограничного батальона войск ВЧК.
С мая 1923 года учился на Высших командных курсах ОГПУ, по окончании которых с ноября того же года служил в 11-м пограничном батальоне ОГПУ Белорусского округа на должностях командира роты и начальника заставы в составе 11-го пограничного батальона ОГПУ Белорусского округа. В июне 1925 года назначен помощником коменданта 16-го пограничного отряда ОГПУ, с июня 1929 года — старшим инструктором строевой подготовки 13-го пограничного отряда ОГПУ, а с марта 1930 года — начальник маневренной группы 12-го Бигосовского пограничного отряда. В 1929 году вступил в ряды ВКП(б). В ноябре 1930 года направлен на учёбу на Стрелково-тактические курсы усовершенствования комсостава РККА «Выстрел» имени Коминтерна, после окончания которых в июне 1931 года вернулся на прежнюю должность. В декабре 1931 года переведён на должность помощника начальника 12-го Биговского пограничного отряда по строевой части, а в сентябре 1935 года — на должность начальника штаба 16-го пограничного отряда войск НКВД Белорусского округа.
В 1938 году окончил заочно Военную академию имени М. В. Фрунзе. В марте того же года направлен в Казахский округ, где назначен на должность начальника 49-го кавалерийского, в марте 1939 года — на должность начальника 50-го, а в декабре того же года — на должность начальника 71-го пограничных отрядов войск НКВД.

### Великая Отечественная война
С началом войны полковник В. С. Поленов находился на прежней должности командира 71-го Бахарденского пограничного отряда Туркменского пограничного округа.
В начале войны НКВД СССР стал формировать 15 стрелковых дивизий НКВД, командиром одной из которых, 247-ю, формируемой в Муроме, в июле 1941 года назначен полковник Поленов. 17 июля дивизия была направлена в район Ржева с целью занять рубеж Б. Коша — Оленино, на котором создавала оборонительный рубеж и занималась боевой подготовкой. 6 августа включена в состав 31-й армии Резервного фронта и со 2 октября вела боевые действия на ржевском направлении в ходе начавшейся операции «Тайфун». 5 октября на базе 247-й стрелковой дивизии сформирована оперативная группа генерал-майора В. С. Поленова, которая была передислоцирована в район Сычёвки, где вела оборонительные боевые действия.
27 ноября назначен командиром 243-й стрелковой дивизии, которая вскоре принимала участие в ходе Калининской наступательной операции и освобождении 16 декабря Калинина.
В январе 1942 года переведён на должность заместителя командира 29-й армии, действовавшей на ржевском направлении.
9 апреля 1942 года назначен командующим 31-й армией, участвовавшей в ходе Ржевско-Вяземской и Спас-Деменской операций. 27 февраля 1943 года переведён на должность командующего 5-й армией, которая участвовала в Ржевско-Вяземской, Смоленской и Смоленско-Рославльской операций и освобождении Гжатска, Вязьмы и Смоленска.
С октября 1943 года командовал 47-й армией, находившейся в резерве Ставки Верховного Главнокомандования и с января 1944 года в составе 1-го Украинского, а с февраля — в составе 2-го Белорусского фронтов вела оборонительные боевые действия на рубеже Ямны — Домбровица, а затем наступала на ковельском направлении. За неудачные действия в районе Ковеля в марте-апреле 1944 года, когда войска противника смогли не только удержать окружённый город при значительном превосходстве советских войск в людях и технике, но и деблокировать его и организованно эвакуироваться, генерал-лейтенант В. С. Поленов в мае 1944 года отстранён от занимаемой должности и в июне направлен в распоряжение главного управления кадров НКО.
В августе 1944 года назначен на должность командира 108-го стрелкового корпуса (2-я ударная армия), который принимал участие в ходе Таллинской, Млавско-Эльбингской, Восточно-Померанской и Берлинской наступательных операциях.
За время войны 23 раза персонально упоминался в приказах Верховного Главнокомандующего и получил прозвище «генерал „Вперёд“».
17 мая 1945 года был представлен к званию Героя Советского Союза, но награждён орденом Красного Знамени.

### Послевоенная карьера
После окончания войны находился на прежней должности.
В феврале 1946 года назначен на должность командира 6-го стрелкового корпуса (Северо-Кавказский военный округ) со штабом в Сталинграде.
В марте 1947 года направлен на учёбу на Высшие академические курсы при Высшей военной академии имени К. Е. Ворошилова, после окончания которых в июне 1948 года назначен помощником командующего войсками Туркестанского военного округа по строевой части, в июле 1954 года — помощником командующего войсками — начальником отдела боевой подготовки Воронежского военного округа, а в марте 1957 года — заместителем командующего войсками — начальником Управления боевой подготовки Воронежского военного округа.
Генерал-лейтенант Виталий Сергеевич Поленов 2 октября 1958 года вышел в запас. Умер 8 июля 1968 года в Воронеже. Похоронен на Коминтерновском кладбище Воронежа.

## Воинские звания
- Полковник ПВ НКВД[источник не указан 1013 дней];
- Генерал-майор (15 июля 1941 года[5]);
- Генерал-лейтенант (14 февраля 1943 года).

## Награды
- Два ордена Ленина (1941, 21.02.1945[6])
- Пять орденов Красного Знамени (05.05.1942, 05.10.1944, 03.11.1944[6], 29.05.1945, 20.06.1949[6])
- Орден Суворова 1-й степени (09.04.1943)
- Орден Кутузова 1-й степени (10.04.1945)
- Орден Суворова 2-й степени (28.09.1943)
- Медали.

Иностранные награды
- Орден «Крест Грюнвальда» 3 степени (серебро, ПНР);
- Медаль «За Одру, Нису и Балтику» (ПНР);
- Медаль «Победы и Свободы» (ПНР).

## Память
В честь генерал-лейтенанта В. С. Поленова в Твери названа улица.